# Eta Ophiuchi
Eta Ophiuchi (Sabik, 35 Ophiuchi) é uma estrela na direção da constelação de Ophiuchus. Possui uma ascensão reta de 17h 10m 22.66s e uma declinação de −15° 43′ 30.5″. Sua magnitude aparente é igual a 2.43. Considerando sua distância de 84 anos-luz em relação à Terra, sua magnitude absoluta é igual a 0.37. Pertence à classe espectral A2.5Va.